# Sheldon Eberhardt
Sheldon Isaiah Eberhardt (* 2. November 1995 in Pforzheim) ist ein deutscher Basketballspieler.

## Spielerlaufbahn
Eberhardt, Sohn einer Deutschen und eines aus Chicago stammenden US-Amerikaners, wuchs teils in den Vereinigten Staaten, größtenteils aber in Deutschland auf und spielte ab der Saison 2012/13 für die zweite Herrenmannschaft von Post Südstadt Karlsruhe in der Landesliga. In der Saison 2013/14 kam er für die BG Karlsruhe, die damals in einer Kooperation mit dem PSK verbunden war, zu vier Einsätzen in der 2. Bundesliga ProA.
Zur Saison 2014/15 ging er in die Vereinigten Staaten und spielte für die Basketball-Auswahl der Middle Creek High School in der Stadt Apex (Bundesstaat North Carolina). 2015 nahm er ein Studium an der Elon University (ebenfalls in North Carolina) auf und verstärkte die Basketball-Mannschaft der Hochschule in der ersten Division der NCAA. In vier Jahren kam er auf 93 Einsätze für Elon, in denen er 13 Mal in der Anfangsaufstellung stand. Er kam auf Mittelwerte von 6,1 Punkten, 2,5 Rebounds sowie zwei Korbvorlagen. Seinen höchsten Punkteschnitt erzielte er im Spieljahr 2018/19, als er 10,3 je Begegnung verbuchte. In diesem Jahr erzielte Sheldon mit 23 Punkten gegen das College of William & Mary auch seinen Karrierehöchstwert in der Kategorie „Die meisten Punkte in einem Spiel“ erzielen. Eberhardt wurde im Anschluss an diese Saison als bester „sechster Mann“ der Spielklasse Colonial Athletic Association ausgezeichnet.
Im Juli 2019 wurde Eberhardt vom Bundesligisten Mitteldeutscher BC verpflichtet. Er bestritt bis November 2019 fünf Bundesligaspiele für den MBC, schaffte den Durchbruch aber nicht und erzielte lediglich 1,2 Zähler pro Begegnung. Während der Saison 2019/20 wechselte er zum Zweitligisten Bayer Giants Leverkusen. Beim deutschen Rekordmeister kam er in der Zweitligasaison 2019/20 zu insgesamt 16 Einsätzen, in denen er durchschnittlich 9,2 Punkte pro Spiel markierte. Die Saison endete Mitte März 2020 vorzeitig aufgrund der COVID-19-Pandemie. Im Juni 2020 verlängerte er seinen auslaufenden Vertrag bei den Rheinländern um eine weitere Spielzeit. Er wurde mit Leverkusen 2021 Vizemeister der 2. Bundesliga ProA, erzielte in 33 Einsätzen im Mittel 10 Punkte und wechselte hernach zum Bundesliga-Absteiger SC Rasta Vechta. In 21 Punktspielen erzielte er für die Niedersachsen im Schnitt 4,3 Punkte.
In der Sommerpause 2022 nahm er ein Angebot des Zweitligisten Nürnberg Falcons BC an. Aus Verletzungsgründen bestritt er nur neun Ligaspiele für die Franken. Er wechselte zur Saison 2023/24 innerhalb der Liga nach Kirchheim. Beim Warmmachen vor einem Vorbereitungsspiel im September 2023 zog sich Eberhardt eine Knieverletzung zu, woraufhin er die gesamte Saison 2023/24 verpasste.